# أوقست فورنير
أوقست فورنير (بالألمانية: August Fournier) (و. 1850 – 1920 م) هو مؤرخ، وتربوي، وكاتب، وأستاذ جامعي نمساوي، ولد في فيينا، وكان عضوًا في الأكاديمية النمساوية للعلوم، توفي في فيينا، عن عمر يناهز 70 عاماً.

## مناصب
تولى منصب عضو مجلس النواب ‏.

## التعليم
تعلم في جامعة فيينا.